# تعال أخبرني عن كيفية عيشك
تعال أخبرني عن كيفية عيشك (بالإنجليزية: Come, Tell Me How You Live) هو كتاب قصير عن السيرة الذاتية وأدب الرحلات لكاتبة الجرائم أجاثا كريستي. وهو أحد الكتابين الذين طُبعا ونُشرا تحت أسماء عائلتي زوجيها «كريستي» و«مالوان» (الكتاب الآخر نجمة على مدى بيت لحم) نُشر الكتاب لأول مرة في المملكة المتحدة في نوفمبر (تشرين الثاني) عام 1946 من قبل وليام كولنز وأبناؤه، وفي نفس العام في الولايات المتحدة من قبل شركة دود وميد.